# Riccardo Jucker
Riccardo Jucker (1909 – 11 luglio 1987) è stato un imprenditore e collezionista d'arte italiano.

## Biografia
Uno dei cinque figli di Carlo Jucker, ereditò dal padre il ruolo di presidente del Cotonificio Cantoni di Legnano, che egli stesso aveva mantenuto per cinquant'anni. Personaggio eclettico, ricoprì inoltre la carica di presidente onorario della Banca di Legnano (divenuta parte del  gruppo BPM-Banca Popolare di Milano). Con la moglie Magda cominciò una lunga raccolta di opere d'arte con cui diede vita a una grande collezione, oggi largamente quotata. Riposa tra i Cittadini illustri, benemeriti e distinti nella Storia Patria  al Famedio del cimitero monumentale di Milano.

## Collezione Jucker
La Collezione Jucker, raccolta da Riccardo con la moglie Magda, rappresenta un importante patrimonio d'arte che comprende alcune tra le più celebri opere del primo ventennio del Novecento, fulgidi esempi dell'impressionismo, metafisica, futurismo e delle avanguardie. Ne fanno parte prevalentemente opere di piccolo formato, di qualità estremamente ricercata, dovuta a un lungo periodo di sistemazione e miglioramento del corpus artistico. Jucker lavorò fin dall'inizio per creare una raccolta di opere a livello museale, seguendo un percorso di base: il nucleo doveva essere composto da opere futuriste e metafisiche, privilegiando poi artisti di alta fascia come Modigliani, Severini, Sironi, Soffici, Mondrian, Kandinskij, Klee e molti altri. Venne comprata dal Comune di Milano cinque anni dopo la morte di Jucker, per 47 miliardi di lire da pagare in 7 anni. Ha sollevato pesanti polemiche per i metodi con cui si sarebbe svolta l'acquisizione.